# Charles Robberts Swart
Charles Robberts Swart (Winburg, 5 dicembre 1894 – Bloemfontein, 16 luglio 1982) è stato un politico sudafricano, Ministro della Giustizia dal 1948 al 1959, ultimo Governatore generale dal 1959 al 1961, e primo Presidente del Sudafrica dal 1961 al 1967.

## Biografia
Nato il 5 dicembre 1894 a Winburg nella repubblica boera dello Stato Libero di Orange (che divenne colonia britannica nel 1902 e provincia dell’'Unione Sudafricana nel 1910), figlio di contadini, Swart trascorse parte della sua infanzia in un campo di concentramento britannico allestito al tempo della Seconda Guerra Boera.
Nel 1914, Swart prese parte ad una sommossa a favore della Germania per protestare contro l'entrata in guerra dell'Unione Sudafricana a fianco della Gran Bretagna.
Conseguita la specializzazione di procuratore, partì per gli Stati Uniti per studiare giornalismo alla Columbia University, lavorando anche ad Hollywood dove recitò in piccoli ruoli in film muti.
Ritornato in Sudafrica, intraprese la carriera politica a partire dal 1921. Da incrollabile repubblicano, divenne membro del National Party. Continuò la sua professione legale, divenne segretario del Primo Ministro James Barry Munnik Hertzog e capo del partito nella sua provincia natale tra il 1940 e il 1959.
Nel 1948 viene nominato Ministro della Giustizia nel governo nazionalista di Daniel François Malan diventando autore della legislazione che rafforzò i poteri della polizia sudafricana nel sopprimere le attività anti- apartheid. Come Ministro della Giustizia fu anche il promotore della legge che mise al bando il comunismo in Sudafrica.
Egli conservò tale carica anche sotto il successore di Malan, Johannes Gerhardus Strijdom diventando vice-primo ministro fra il 1954 e il 1959.
Proprio dopo la morte improvvisa di Strijdom, nel 1958 egli fu Primo Ministro ad interim, ruolo assunto per qualche giorno in qualità di vice, in attesa che venisse nominato un nuovo premier, carica che sarebbe andata a Hendrik Frensch Verwoerd.
Repubblicano e sostenitore convinto dell'apartheid, nel 1959 è nominato Governatore generale. Come aveva fatto uno dei suoi predecessori nel 1951, Ernest George Jansen, Swart rifiutò di prestare il giuramento di obbedienza alla Regina Elisabetta II e di indossare l'uniforme solenne durante la cerimonia di investitura.
L'anno seguente, in un referendum, una piccola minoranza di votanti bianchi appoggiò una proposta del governo di instaurare la repubblica e di interrompere definitivamente gli ultimi legami con la monarchia britannica. Nel 1961, dopo aver firmato la nuova costituzione repubblicana approvata dal Parlamento, Swart chiese alla regina di dimissionarlo dalla carica di Governatore. Il 31 maggio 1961 il Parlamento allora lo elesse Presidente Statale del Sudafrica, la nuova carica che subentrava al monarca britannico e al Governatore generale nel ruolo onorifico di capo dello Stato.
Sebbene secondo la nuova Costituzione repubblicana la carica onorifica di Presidente avesse una durata di sette anni, Swart svolse tale ruolo solo per sei anni, ritirandosi nel 1967 (si dimise il 1º giugno). Gli succedette Jozua François Naudé, che assicurò l'interim al posto del presidente effettivamente eletto, Theophilus Ebenhaezer Dönges, malato e impossibilitato ad assumere la carica.
Swart morì a Bloemfontein, il 16 luglio 1982 all'età di 88 anni.

## Curiosità
Swart era anche conosciuto con il nome di "Blackie" (in afrikaans la parola swart vuol dire nero, black in inglese).